# (17399) Andysanto
(17399) Andysanto est un astéroïde de la ceinture principale, de la famille de Hungaria.

## Description
(17399) Andysanto est un astéroïde de la ceinture principale, de la famille de Hungaria. Il présente une orbite caractérisée par un demi-grand axe de 1,92 UA, une excentricité de 0,12 et une inclinaison de 19,1° par rapport à l'écliptique.

## Compléments